# Loma Grande
Loma Grande – jednostka osadnicza w Stanach Zjednoczonych, w stanie Teksas, w hrabstwie Zavala.